# Alfonso de Sotomayor
Alfonso de Sotomayor (1608, Carmona, Corona de Castella - 10 de juny de 1682, Barcelona) fou arquebisbe d'Oristany, Regne de Sardenya (1657 - 1664) i bisbe de Barcelona (1664 - 1682). Fou nomenat President de la Generalitat de Catalunya el 22 de juliol de 1677.
Durant el seu bisbat va reformar el règim econòmic dels canonges, va impulsar la fundació de l'Oratori de Sant Felip Neri (1673), va promoure la santificació de l'arquebisbe de Barcelona Oleguer davant del papa Climent X (1675) i va posar la primera pedra de l'església del col·legi de Betlem de la Companyia de Jesús (1681).
El seu trienni al front de la Generalitat es varen succeir tres virreis: Juan Domingo de Zúñiga y Fonseca que havia començat el juny de 1677 i va deixar el càrrec el novembre del mateix any degut als desastres militars; interinament es va posar al front a Diego Felipe Messía de Guzmán el 15 de juny de 1678 i que va estar quatre mesos fins que es va incorporar Alexandre de Bournonville que havia estat nomenat per Joan Josep d'Àustria però estava a Itàlia. En incorporar-se, començà un període de pau amb França que acabarà amb la signatura de la Pau de Nimega que posava fi a la guerra amb França el 17 de setembre de 1668. Alfonso de Sotomayor ho va aprofitar per a retirar el suport militar de la Generalitat a protegir la frontera. Els ciutadans confiaven que desapareixeria el problema dels allotjaments dels soldats, però les tropes reials es varen mantenir i, en no cobrar degut a la malmesa hisenda, es dedicaven a la rapinya.

## Obres publicades
- Manuale parrochorum ex Rituali Romano Pauli V (Barcelona, Antoni Lacavalleria, 1671)
- Vida de San Pedro Nolasco, profeta tarraconense (Madrid, Imprenta real 1674)
- Edicte en què se prohibeix menjar, berenar i beure en les iglèsies, capelles i Hermites (Barcelona, Vicenç Surià, 1681)[1]